# Without (The X-Files)
«Without» es el segundo episodio de la octava temporada de la serie de televisión de ciencia ficción The X-Files. El episodio se transmitió por primera vez en los Estados Unidos y Canadá el 12 de noviembre de 2000 por la cadena Fox. Fue escrito por el productor ejecutivo Chris Carter y dirigido por Kim Manners. El episodio ayuda a examinar la mitología general de la serie y continúa desde el final de la séptima temporada, «Requiem», y el estreno de la octava temporada, «Within», en la que Fox Mulder fue abducido por extraterrestres que planean colonizar la Tierra. El episodio obtuvo una calificación Nielsen de 9,0 en los Estados Unidos y fue visto por 15,1 millones de espectadores. Al igual que el episodio anterior, «Within», fue en general bien recibido por los críticos, aunque algunos detractores criticaron varios puntos de la trama.
La serie se centra en los agentes especiales del FBI Fox Mulder (David Duchovny) y Dana Scully (Gillian Anderson) que trabajan en casos relacionados con lo paranormal, llamados expedientes X. En el episodio, John Doggett (Robert Patrick) continúa su búsqueda de Mulder e intenta descubrir a un cazarrecompensas extraterrestre entre sus filas. Después de que el grupo de trabajo es cancelado, Scully se sorprende al saber que Doggett, el líder del equipo, ha sido asignado a los expedientes X.
«Without» presentaba escenas de Mulder prisionero en una nave espacial extraterrestre, y así se crearon nuevos decorados para este lugar único. El equipo de producción de The X-Files diseñó el set de una manera decididamente «de baja tecnología» e «interesante». Además, se utilizaron técnicas de filmación inusuales, como lentes especiales y control de movimiento, para lograr el metraje deseado.

## Argumento

### Trasfondo
El agente especial del FBI Fox Mulder (David Duchovny) está actualmente desaparecido, habiendo sido abducido por extraterrestres en el final de la séptima temporada, «Requiem». Su compañera Dana Scully (Gillian Anderson) ha estado trabajando con el Agente John Doggett (Robert Patrick) para localizarlo. Después de consultar con los pistoleros solitarios, un trío de teóricos de la conspiración formado por John Byers (Bruce Harwood), Melvin Frohike (Tom Braidwood) y Richard Langly (Dean Haglund), Scully encuentra pruebas de que Mulder puede estar en Arizona. Doggett recibe la noticia de que Gibson Praise (Jeff Gulka), un niño con ADN potencialmente extraterrestre, puede estar escondido en Arizona también. Los dos, junto con Walter Skinner (Mitch Pileggi) y un grupo de agentes del FBI llegan y, después de buscar, encuentran a Mulder y a Praise.

### Eventos
Doggett persigue a «Mulder» y a Praise y los arrincona al borde de un acantilado. Doggett convence a «Mulder» para que suelte a Praise que huye solo, pero «Mulder» se tira intencionalmente por el precipicio y aparentemente muere en la caída. Cuando los agentes van a recuperar el cuerpo, sólo encuentran huellas. Scully se da cuenta de que «Mulder» era un cazarrecompensas extraterrestre enviado para recuperar a Praise.
Mientras el cazarrecompensas regresa a la escuela para continuar su búsqueda de Praise, Scully sigue a la compañera de escuela de Praise, una niña sorda llamada Thea (Christine Firkins), a través del desierto hasta una habitación subterránea escondida. Praise se lastimó la pierna para llegar al escondite. Scully le aplica primeros auxilios, pero no puede moverlo sin un auto.
Después de que Doggett le explica los eventos en el acantilado a Alvin Kersh, Skinner le dice que Kersh le está tendiendo una trampa para que fracase, ya que no hay manera en que pueda explicar racionalmente los eventos. Poco después, el cazarrecompensas extraterrestre (ahora disfrazado de Scully) ataca al agente Landau. Skinner y la verdadera Scully finalmente logran alejar al extraterrestre. Más tarde, Skinner lleva a Praise a un hospital, pero deja a Scully en el desierto.
Buscando a Mulder en el desierto, Scully ve una luz brillante en el cielo que se revela que es un helicóptero con Doggett dentro. Doggett insiste en que Scully viaje con él al hospital; ella acepta a regañadientes mientras Mulder intenta llamar a Scully dentro de la nave. Allí, otros dos agentes del FBI les aseguran que no le ha pasado nada a Praise; sin embargo, pronto descubren que ha desaparecido. Scully sale en busca de Praise mientras Doggett se queda para intentar atrapar al intruso. Revisa el espacio del falso techo, donde encuentra a Skinner gravemente herido. Scully encuentra a Praise con «Skinner» que dice estar protegiendo al muchacho. El cazarrecompensas extraterrestre intenta matarla, pero Scully le dispara primero y lo mata.
Después de irse con Kersh, Doggett es asignado a los expedientes X con Scully. Mientras tanto, Mulder sigue prisionero en la nave mientras es observado por seis cazarrecompensas.

## Producción
Después de que David Duchovny cumpliera con sus obligaciones contractuales con la séptima temporada del programa, sintió que no había mucho más que hacer con el personaje. Chris Carter ideó la abducción de Fox Mulder hacia el final de la séptima temporada como una forma de permitir que el actor abandonara la serie.
Varias de las escenas de este episodio tienen lugar en la nave espacial extraterrestre en la que Mulder está prisionero. Al diseñar el aspecto interior de la nave, la diseñadora de producción Cory Kaplan se sintió atraído por los materiales primitivos. En una entrevista, señaló: «Todos vemos supertecnología [en naves espaciales] ahora, pero la idea de baja tecnología era mucho más interesante para mí, mucho más visual. Entonces, tomas elementos de roca y acero y los cincelas en formas interesantes». Su tarea se vio favorecida por el descubrimiento de un telón de fondo de la película Alien (1979), que ella y el director de fotografía Bill Roe «iluminaron... muy tenuemente y lo pusieron detrás» de la silla en la que Mulder está inmovilizado. Según Kaplan, la silla «era simplemente esta plataforma giratoria con esta enorme pieza dental que también podía girar y separar la cara [de Mulder]». Según la supervisora de maquillaje Cheri Montasanto-Medcalf, Matthew Mungle ayudó en la creación de la máquina de tortura extraterrestre haciendo mejillas prostéticas, que fueron perforadas con ganchos. Estas mejillas se aplicaron a Duchovny, a quien Montasanto-Medcalf señala que «se sentó bastante bien durante todo eso».
Este episodio hizo uso de varias técnicas de filmación inusuales. El supervisor de efectos visuales John Wash recuerda: «Ideamos un efecto láser en el que un dispositivo entra en la boca [de Mulder] y algunos otros efectos extraños de lentes que recorren la escena para darle una cualidad extraterrestre, como de otro mundo». Durante una escena, un taladro extremadamente pequeño debía acercarse a la cámara. Los productores se vieron obligados a encontrar una manera de filmar no solo el pequeño dispositivo, sino también hacer que toda la secuencia tuviera suspenso. El productor supervisor Paul Rabwin señaló: «Tuve que configurar una lente muy, muy ampliada para tratar de que este pequeño dispositivo viniera directamente hacia nosotros. Daba mucho, mucho miedo. Terminamos poniendo algunos efectos de sonido realmente geniales allí, pequeños servos y motores».
La secuencia al final del episodio en la que aparecen varios cazarrecompensas extraterrestres requirió el uso de control de movimiento, un método en el que una cámara de control de movimiento en un módulo computarizado ejecuta repetidamente el mismo movimiento mientras se agregan elementos continuamente. Según John Wash, esta fue una de las pocas veces que la serie empleó control de movimiento, lo que hizo que fuera un poco más difícil de filmar que la mayoría de las otras escenas. Para lograr el efecto, las cámaras primero filmaron un pase sobre el set vacío y los elementos de iluminación. Luego, el equipo de producción filmó cinco pases diferentes, cada uno con el cazarrecompensas en un lugar diferente. Al componer todas las tomas juntas, el equipo de producción pudo «clonar» al cazarrecompensas y hacer que rodeara a Mulder.

## Recepción

### Audiencia
«Without» se estrenó en la televisión estadounidense el 12 de noviembre de 2000, en la cadena Fox. El episodio obtuvo una calificación Nielsen de 9,0, lo que significa que fue visto por el 9,0% de los hogares estimados de la nación y fue visto por 9,07 millones de hogares, y 15,1 millones de espectadores. Fox promocionó el episodio con el lema «De vez en cuando, una historia da un giro que nunca esperas... Esta noche, es una de ellas». El episodio se incluyó más tarde en The X-Files Mythology, Volume 3 – Colonization, una colección de DVD que contiene episodios relacionados con los planes de los colonizadores extraterrestres para apoderarse de la tierra.

### Reseñas
El episodio recibió opiniones relativamente positivas de los críticos. Robert Shearman y Lars Pearson, en su libro Wanting to Believe: A Critical Guide to The X-Files, Millennium & The Lone Gunmen, calificaron el episodio con cinco estrellas de cinco. Los dos elogiaron la trama del episodio, citando la abducción y la búsqueda de Mulder como componentes de la «brillantez» de los arcos. Shearman y Pearson notaron que la escena final, con Mulder rodeado por el cazarrecompensas extraterrestre, fue creada con «belleza, emoción y horror que en colisión hacen de The X-Files uno de los mejores programas de televisión».
Zack Handlen de The A.V. Club escribió que tanto «Without» como «Within» forman «una excelente manera de continuar después del final en suspenso de la temporada anterior» y que «el par de episodios [...] funcionan bien como una introducción al nuevo statu quo narrativo». Otorgó a ambas entradas una «B+», pero señaló, sin embargo, que «Without» casi se presenta como «tenso o estancado», pero «se las arregla para salir adelante con la rareza general del cazarrecompensas extraterrestre». Jessica Morgan de Television Without Pity le dio al episodio una rara «A+». El episodio anterior, «Within», también recibió una calificación de «A+». convirtiéndolos en los dos únicos episodios de The X-Files en recibir esta calificación del sitio.
Ken Tucker de Entertainment Weekly fue positivo tanto con este episodio como con el estreno de la temporada, «Within», otorgando a los episodios una «A-». George Avalos y Michael Liedtke de Contra Costa Times elogiaron el episodio y notaron que la dinámica de Scully/Doggett y la búsqueda de Fox Mulder trabajaron hacia las fortalezas del programa. Tom Janulewicz de Space.com comentó positivamente sobre la conversión de Scully de escéptica a creyente, escribiendo: «Independientemente de si se trata de extraterrestres, hombres gusano o vampiros repartidores de pizza, The X-Files se trata de fenómenos que no se oponen a las explicaciones “racionales”. Le tomó mucho tiempo, pero al igual que Mulder antes que ella, Scully finalmente llegó a aceptar que hay más cosas en el cielo y la tierra de las que sueña en su filosofía».
No todas las críticas fueron positivas. Paula Vitaris de Cinefantastique le dio al episodio una crítica más mixta y le otorgó dos estrellas de cuatro. Vitaris criticó tanto que Scully se convirtiera en creyente como «la luz en el cielo que resultó ser un truco de helicóptero», señalando que «se han vuelto demasiado viejos». Tom Kessenich, en su libro Examinations, escribió una crítica relativamente negativa del episodio. Señaló: «Todo lo que [“Without”] hizo fue recordarme por qué el programa es un cascarón vacío de lo que alguna vez fue mientras Fox Mulder está atado a una mesa extraterrestre y por qué The Doggett and Pony Show no me atrae en absoluto».